# آدرین کوری
آدرین کوری (به انگلیسی: Adrienne Corri) با نام تولد آدرین ریکوبونی (زاده ۱۳ نوامبر ۱۹۳۱-درگذشته ۱۳ مارس ۲۰۱۶) بازیگر اسکاتلندی بود.
از کارهای معروف او می‌توان به بازی در فیلم سیرک خون‌آشام اشاره کرد.

## فیلم‌شناسی
فهرست برخی از فیلم‌ها و مجموعه‌های تلویزیونی که آدرین کوری در آن‌ها به ایفای نقش پرداخته است:
- رود-۱۹۵۱
- کجا می‌روی-۱۹۵۱
- با آقای کالاهان آشنا شوید-۱۹۵۴
- قلب رازگو-۱۹۶۰
- بانی لیک گم شده-۱۹۶۵
- دکتر ژیواگو-۱۹۶۵
- زن ضربدر هفت-۱۹۶۷
- پرتقال کوکی-۱۹۷۱
- سیرک خون‌آشام-۱۹۷۲
- انتقام پلنگ صورتی-۱۹۷۸